# Sophie Reynolds
Sophie Reynolds (Portland, Oregón; 2 de abril de 1999) es una actriz y bailarina estadounidense. Es conocida por sus papeles de Ashley Parker en Gamer's Guide to Pretty Much Everything y Isabel McKenna en L.A.'s Finest.

## Carrera
Sophie Anne Reynoldson nació el 2 de abril de 1999. Reynolds creció en Vancouver, Washington, ciudad de Portland. Ella tiene un hermano mayor, Owen. La familia se mudó a Los Ángeles cuando tenía 15 años.
Reynolds comenzó a bailar a la edad de tres años. Se formó en ballet, jazz, contemporáneo, hip hop y claqué. Por sugerencia de sus profesores de baile, Sophie intentó actuar para expandir su paladar, y finalmente se enamoró del oficio.
Ganó a la popularidad por interpretar a Ashley Parker en la serie de Disney XD Gamer's Guide to Pretty Much Everything.En 2015, protagonizó Mostly Ghostly: One Night in Doom House, es una adaptación de libro escrito por R.L. Stine.En 2017, se unió al elenco de la miniserie de YouTube Red de Anna Akana Youth & Consequences.En 2019, interpretó al personaje de Isabel McKenna en el programa L.A.'s Finest.

## Filmografía

### Películas
| Año  | Título                                  | Rol           | Notas |
| ---- | --------------------------------------- | ------------- | ----- |
| 2014 | 9                                       | Petra         |       |
| 2014 | Finding Oblivion                        | Dancer        |       |
| 2014 | Mostly Ghostly: One Night in Doom House | Cammie Cahill |       |

### Television
| Año       | Título                                  | Rol            | Notas                                 |
| --------- | --------------------------------------- | -------------- | ------------------------------------- |
| 2015-2017 | Gamer's Guide to Pretty Much Everything | Ashley Parker  | Personaje principal                   |
| 2018-2021 | Big Hero 6: The Series                  | Juniper (voz)  | Personaje recurrente                  |
| 2018      | Youth & Consequences                    | Plain Jane     | Miniserie, personaje principal        |
| 2019      | Prince of Peoria                        | Ryan Gibson    | Episodio: «Robot Wars»                |
| 2019      | The Lion Guard                          | Tazama (voz)   | Episodio: «Return to the Pride Lands» |
| 2019-2020 | L.A.'s Finest                           | Isabel McKenna | Personaje principal                   |
| 2023      | American Born Chinese                   | Ruby           | Personaje recurrente                  |